# Campeón de Campeones 1957-58
El Campeón de Campeones 1957-58 fue la XVII edición del Campeón de Campeones que enfrentó al campeón de la Liga 1957-58: Zacatepec y al campeón de la Copa México 1957-58: Club León.
El título se jugó a partido único realizado en el Estadio de la Ciudad de los Deportes de la Ciudad de México. Al final de este, el Zacatepec consiguió adjudicarse por primera vez en su historia este trofeo.

## Participantes
| Zacatepec |  |  |  | Campeón de la Primera División de México (1957-58) |
| León      |  |  |  | Campeón de la Copa México (1957-58)                |

## El partido
| 20 de abril de 1958 | Zacatepec | 1:0 (0:0) | León | Estadio de la Ciudad de los Deportes, Ciudad de México |                          |
|                     | Lara 56'  |           |      | Árbitro(s): Eugenio Peña                               | Árbitro(s): Eugenio Peña |

| Campeón de Campeones 1957-58 |
| ---------------------------- |
|                              |
| Zacatepec                    |
| 1° Título                    |